# Eotetranychus grandis
Eotetranychus grandis är en spindeldjursart som beskrevs av Gutierrez 1969. Eotetranychus grandis ingår i släktet Eotetranychus och familjen Tetranychidae. Inga underarter finns listade i Catalogue of Life.